# Рейес, Габриэль Мартелино
Габриэль Мартелино Рейес (филипп. Gabriel Martelino Reyes, 24 марта 1892 года, Калибо, провинция Капис, Филиппины — 10 октября 1952 года, Вашингтон, США) — католический прелат, архиепископ Себу с 29 июля 1932 года по 25 августа 1949 года и архиепископ Манилы с 13 октября 1949 года по 10 октября 1952 года.

## Биография
Родился 24 марта 1892 года в городе Калибо в провинции Капис, Филиппины. В тринадцатилетнем возрасте поступил на учёбу в семинарию святого Винсента Феррера в районе Харо города Илоило. 27 марта 1915 года в возрасте 23 лет принял священническое рукоположение, которое совершил епископ Харо Деннис Джозеф Доэрти. После рукоположения был назначен секретарём епископа и через несколько месяцев на должность викария в кафедральный собор епархии Харо. В конце 1915 года был отправлен на миссию в приход населённого пункта Баласан. В 1918 году был переведён в приход в деревню Капис-Капис и 20 июля 1920 года был назначен епархиальным канцлером и секретарём нового епископа Джеймса Макклоски. В это же время исполнял должность настоятеля в приходе Санто-Барабара в городе Илоило. В 1927 году стал генеральным викарием епархии Харо.
29 июля 1932 года Римский папа Пий XI назначил его епископом епархии Серу. 11 октября 1932 года в кафедральном соборе города Серу состоялось его рукоположение в епископа, которое совершил апостольский делегат на Филиппинах и титулярный архиепископ Никосии Гильельмо Пьяни в сослужении с епископом-эмеритом Харо Джеймсом Макклоски и епископом Липы Альфредо Версоса-и-Флорентином.
28 апреля 1934 года епархия Себу была преобразована в архиепархию и Габриэль Мартелино Рейес стал её первым архиепископом. Будучи архиепископом, основал новые приходы в населённых пунктах Гуадалупе, Табуэлан, Симала и Санта-Лусия. Каждый год рукополагал несколько десятков кандидатов в священство. Во время своего правления архиепархией Себу отремонтировал кафедральный собор в городе Себу, который был разрушен в 1945 году во время американской бомбардировки. Основал В Себу семинарию, газету «Diaro-Kabuhi Sang Banua» и отделение «Рыцарей Колумба» (в 1940 году).
25 августа 1949 года Римский папа Пий XII назначил его вспомогательным епископом архиепархии Манилы и титулярным епископом Фуллии. После смерти 13 октября архиепископа Манилы Майкла Джеймса О’Доэрти был назначен архиепископом Манилы. 14 октября 1949 года прошёл обряд вступления в должность ординария архиепархии. Будучи архиепископом Манилы построил Католический центр на проспекте ООН, дом престарелых и сирот «Asilo де Milagrosa» в Маниле.
Скончался в госпитале из-за серьёзной болезни 10 октября 1952 года в Вашингтоне, США. Похоронен в крипте кафедрального собора Манилы. 
Именем Габриэля Райеса названа библиотека в священническом комплексе Сан-Карлос в Маниле и площадь в городе Себу.